# Burgbreite
Die Burgbreite ist eine in den 1970er Jahren in Plattenbauweise errichtete Großwohnsiedlung und ein Wohngebiet der Stadt Wernigerode in Sachsen-Anhalt.

## Lage

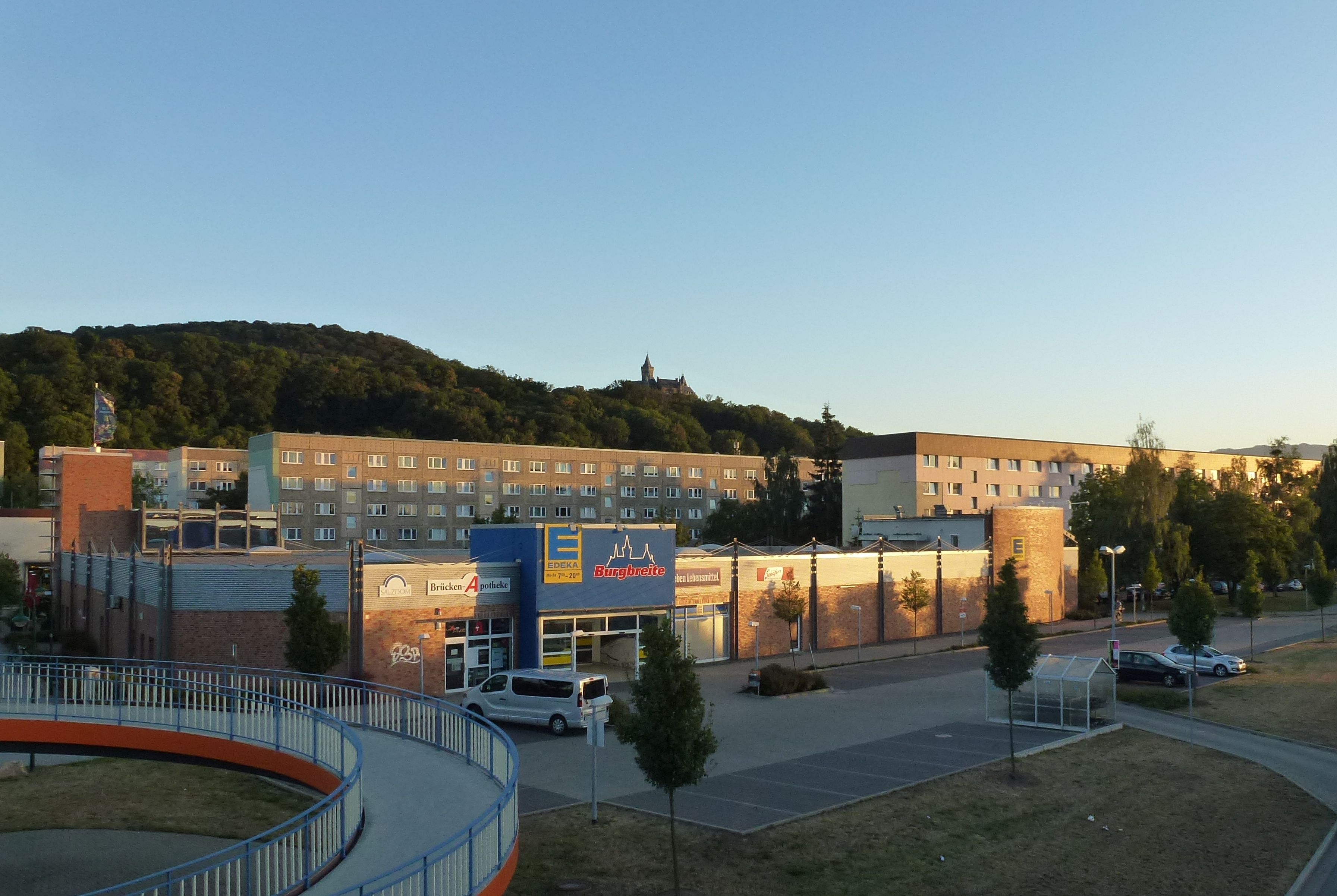
Blick vom Kilianskreisel auf die Burgbreite

Die Burgbreite liegt im Osten der Stadt Wernigerode. Sie wird im Westen von der Altstadt, mit der in diese hineinführenden Breiten Straße, im Norden von der ehemaligen Bundesstraße 6 (Halberstädter Straße, Benzingeröder Chaussee) und im Süden vom Lustgarten und dem Kastanienwäldchen begrenzt.

## Entstehung
Die Burgbreite war das erste in Plattenbauweise errichtete Wohngebiet der Stadt Wernigerode. In den 1980er Jahren folgten die Wohngebiete Stadtfeld und Harzblick. Unter der Leitung des VEB Wohnungsbaukombinat Halberstadt wurden im Rahmen des Fünfjahresplanes 1971 bis 1976 in den fünf- und sechsgeschossigen Plattenbauten des Typs Halle IW 64 über 2000 fernwärmebeheizte Wohnungen für rund 3000 Einwohner errichtet.
Im Zusammenhang mit dem damals größten Bauvorhaben des Kreises Wernigerode wurde südlich der Burgbreite am Rande des Lustgartens ein 5000 Kubikmeter Wasser fassender Hochbehälter errichtet, die städtische Kläranlage erweitert und ein neues Umspannwerk geschaffen.

## Straßennamen
- Albert-Einstein-Straße
- Albert-Schweitzer-Straße
- Am Kastanienwäldchen
- Bert-Heller-Straße (bis 1990 Erich-Weinert-Straße)
- Karl-Marx-Straße
- Kopernikusstraße
- Platz des Friedens

## Öffentliche und soziale Einrichtungen
- Sekundarschule Burgbreite als Ganztagsschule (bis 1990 Polytechnische Oberschule Wladimir-Iljitsch Lenin)
- Kita „Zwergenland“
- Seniorenheim Burgbreite (Eröffnung 1978)

## Verkehr
Die Burgbreite wird durch die Stadtverkehr-Buslinien 203, 204 und die Nachtlinie 205 mit der Innenstadt und den anderen Wernigeröder Stadtteilen erschlossen.

## Nach 1990
Seit Anfang der 1990er Jahre wurden zahlreiche Wohnblöcke saniert und mit farbigen, wärmedämmenden Fassaden versehen. Die Fußgängerzone „Platz des Friedens“, die Fußgängerbrücke über die Halberstädter Straße zum Wohngebiet Stadtfeld, die Sekundarschule Burgbreite und das Seniorenwohnheim wurden umfangreich saniert. Anstelle der ehemaligen Großgaststätte Burgbreite baute die städtische Wohnungsbaugesellschaft GWW ihr zentrales Verwaltungsgebäude.
Im Gegensatz zu vielen anderen Plattenbauwohngebieten in anderen Städten in Ostdeutschland wurde in der Burgbreite aufgrund des geringen Leerstands kein Wohnblock abgerissen.